# Lista de personagens de Diff'rent Strokes
Esta é uma lista de personagens da sitcom Diff'rent Strokes da NBC e da ABC .

## Tabela de personagens principais
| Personagem               | Retratado por                                              | Temporadas | Temporadas | Temporadas | Temporadas | Temporadas | Temporadas   | Temporadas | Temporadas | Ep                      |
| Personagem               | Retratado por                                              | 1          | 2          | 3          | 4          | 5          | 6            | 7          | 8          | Ep                      |
| ------------------------ | ---------------------------------------------------------- | ---------- | ---------- | ---------- | ---------- | ---------- | ------------ | ---------- | ---------- | ----------------------- |
| Phillip Drummond         | Conrad Bain                                                | Principal  | Principal  | Principal  | Principal  | Principal  | Principal    | Principal  | Principal  | Todos                   |
| Arnold Jackson           | Gary Coleman                                               | Principal  | Principal  | Principal  | Principal  | Principal  | Principal    | Principal  | Principal  | 184                     |
| Willis Jackson           | Todd Bridges                                               | Principal  | Principal  | Principal  | Principal  | Principal  | Principal    | Principal  | Principal  | 169                     |
| Kimberly Drummond        | Dana Plato                                                 | Principal  | Principal  | Principal  | Principal  | Principal  | Principal    | Recorrente | Recorrente | 140                     |
| Edna Garrett             | Charlotte Rae                                              | Principal  | Principal  |            |            |            | Participação |            |            | 31                      |
| Adelaide Brubaker        | Nedra Volz                                                 |            |            | Principal  | Principal  | Recorrente |              |            |            | 22                      |
| Pearl Gallagher          | Mary Jo Catlett                                            |            |            |            |            | Principal  | Principal    | Principal  | Principal  | 56                      |
| Sam McKinney             | Danny Cooksey                                              |            |            |            |            |            | Recorrente   | Principal  | Principal  | 49                      |
| Maggie McKinney-Drummond | Dixie Carter (temporada 6–7) Mary Ann Mobley (temporada 8) |            |            |            |            |            | Recorrente   | Principal  | Principal  | 26 (Carter) 11 (Mobley) |

## Phillip Drummond
Phillip Drummond foi interpretado por Conrad Bain. Ele é um viúvo branco rico e amigável, que dirige a Trans-Allied, Incorporated. Ele nasceu em 3 de dezembro de 1931 em Manhattan, Nova York.
Phillip tem uma filha, Kimberly, e dois filhos adotivos afro-americanos, Willis e seu irmão mais novo, Arnold Jackson . Ele também tem uma irmã mais velha excêntrica chamada Sophia (Dody Goodman). A mãe de Arnold e Willis, Lucy Jackson, trabalhou como governanta para os Drummonds anos atrás; seu desejo no leito de morte era que Phillip cuidasse de seus dois filhos.
Phillip namorou várias mulheres e mais tarde se casou novamente com Maggie McKinney, uma instrutora de aeróbica na televisão (Dixie Carter de 1983-1985 e Mary Ann Mobley de 1985-1986). Maggie posteriormente apresentou à família Sam McKinney (Danny Cooksey), seu filho de um casamento anterior.
Phillip Drummond é o único personagem a aparecer em todos os episódios da série.
Phillip, junto com Arnold Jackson, fez uma participação especial no final da série Fresh Prince of Bel-Air.

## Kimberly Drummond
Kimberly Drummond foi interpretada por Dana Plato. Ela era a única criança biológica e filha de um viúvo rico, Phillip Drummond (Conrad Bain). Ela nasceu na Park Avenue, em Nova York, em 22 de outubro de 1964. Kimberly foi mostrada como uma irmã mais velha amorosa com Willis e Arnold, passando pela adolescência, ela sofria de vários problemas. Vários desses casos aconteceram na 6ª temporada, um dos quais ninguém da família sabia que ela estava sofrendo de bulimia, embora mais tarde ela tenha admitido ter um problema e concordado em procurar ajuda.
Com as mudanças na serie e maturidade do personagem, a presença da personagem na serie foi diminuindo nas temporadas finais.

## Arnold Jackson
Arnold Jackson foi interpretado por Gary Coleman. Ele era o irmão mais novo de Willis Jackson (Todd Bridges) e nasceu no Harlem, na cidade de Nova York, em 19 de julho de 1970. Arnold é uma doce criança, praticamente conhecido por sua frase de efeito, "Whatchoo talkin '' bout Willis?"("Que papo é esse, Willis?"), Que se tornou parte da cultura popular e, em 2006, foi incluída na série "The 100 Greatest TV Quotes" da TV Land.
O pai de Arnold morreu em 1975 e sua mãe em 1977. Sua mãe trabalhava como governanta para Philip Drummond (Conrad Bain). Antes de sua morte, sua mãe expressou seu desejo de que seus dois filhos fossem cuidados pelo Sr. Drummond. Ele concordou e, em 1979, adotou oficialmente Willis e Arnold.
Arnold é o personagem principal da série. Quando os meninos vão morar com o Sr. Drummond, Willis quer voltar para o Harlem, enquanto Arnold fica satisfeito com o novo ambiente. Willis finalmente muda de ideia e eles decidem ficar com o "Sr. D.", como os meninos inicialmente se referiam a ele.
Em outro episódio, Arnold tem que lutar contra um valentão da escola chamado "The Gooch", para que ele não o incomode mais. No entanto, o Sr. Drummond não quer Arnold lutando contra o valentão e, por fim, decide que Arnold deve fazer as pazes com "O Gooch". Arnold, no entanto, ouve seu irmão, Willis, que lhe diz para lutar. Isso acabou com Arnold ficando com um olho roxo, e os dois garotos tendo problemas.
O melhor amigo de Arnold é Dudley Johnson (Shavar Ross), que, como Arnold, foi adotado. Dudley aparece em muitos episódios. Steven Mond interpretou Robbie Jayson, o outro melhor amigo de Arnold, que certa vez o pressionou a experimentar drogas. Em um episódio, Arnold teve que fazer uma apendicectomia, mas estava com muito medo de ver o médico.
Arnold, junto com Phillip Drummond, fez uma participação especial em Fresh Prince of Bel-Air, como potenciais compradores da mansão dos Banks

## Willis Jackson
Willis Jackson foi interpretado por Todd Bridges. Ele era o irmão mais velho de Arnold. Ele nasceu no Harlem em 27 de abril de 1965. A falecida mãe dos meninos era uma governanta, chamada Lucy, do Phillip Drummond, e seu desejo no leito de morte era que ele cuidasse de seus dois filhos, e Philip Drummond os adotou oficialmente em 1979. A frase de efeito de Willis é "Dizer o quê ?"
Willis foi retratado alternadamente como rebelde e responsável. Em um episódio, Willis se junta a uma gangue chamada "The Tarantulas".
Willis também tinha uma namorada, chamada Charlene DuPrey, interpretada por Janet Jackson. Jackson apareceu a partir da terceira temporada do programa (1980-1981) até 1984, através da sexta temporada do programa.
O papel de Bridges como Willis Jackson começou a desaparecer, por causa das mudanças de elenco na temporada 1984-1985, quando Danny Cooksey foi adicionado como Sam McKinney, seu novo meio-irmão mais jovem e de Arnold.

## Edna Garrett
Edna Garrett foi retratada por Charlotte Rae . Ela foi governanta do Sr. Drummond de 1978 a 1979. Ela deixou o programa no meio da segunda temporada para conseguir um emprego como mãe e nutricionista na Eastland School, a escola que Kimberly frequenta em Peekskill, Nova York . Ela voltou como estrela convidada no episódio do casamento.